# Мраморски Поток
Мраморски Поток је насељено место у градској општини Палилула на подручју града Ниша у Нишавском округу. Према попису из 2022. било је 295 становника (према попису из 1991. било је 331 становника). Ово насеље је са насељима Мрамор и Крушце до 31.12.1992 било у саставу општине Мерошина, 1.1. 1993. године улази у састав Града Ниша, да би од 2004. постало део градске општине Палилула.

## Саобраћај
До Мраморског Потока се може доћи приградском линијом 36Л ПАС Ниш - Насеље 9. Мај - Мрамор - Мраморско Брдо - Мраморски Поток.

## Демографија
У насељу Мраморски Поток живи 281 пунолетних становника, а просечна старост становништва износи 43,7 година (46,4 код мушкараца и 50,0 код жена). У насељу има 117 домаћинстава, а просечан број чланова по домаћинству је 2,52.
Ово насеље је у потпуности насељено Србима (према попису из 2002. године), а у последња три пописа, примећен је пад у броју становника.
|  |

| Демографија | Демографија | Демографија |
| Година      | Становника  | Становника  |
| ----------- | ----------- | ----------- |
| 1948.       | 350         |             |
| 1953.       | 361         |             |
| 1961.       | 371         |             |
| 1971.       | 369         |             |
| 1981.       | 340         |             |
| 1991.       | 331         | 328         |
| 2002.       | 312         | 318         |
| 2011.       | 337         |             |
| 2022.       | 295         |             |

| Етнички састав према попису из 2002.‍ | Етнички састав према попису из 2002.‍ | Етнички састав према попису из 2002.‍ | Етнички састав према попису из 2002.‍ | Етнички састав према попису из 2002.‍ |
| ------------------------------------ | ------------------------------------ | ------------------------------------ | ------------------------------------ | ------------------------------------ |
|                                      |                                      |                                      |                                      |                                      |
| Срби                                 | Срби                                 |                                      | 312                                  | 100,0%                               |
| непознато                            | непознато                            |                                      | 0                                    | 0,0%                                 |

| Година пописа     | 1948. | 1953. | 1961. | 1971. | 1981. | 1991. | 2002. |
| ----------------- | ----- | ----- | ----- | ----- | ----- | ----- | ----- |
| Број домаћинстава | 54    | 67    | 70    | 78    | 82    | 83    | 95    |

| Број чланова      | 1  | 2  | 3  | 4  | 5  | 6 | 7 | 8 | 9 | 10 и више | Просек |
| ----------------- | -- | -- | -- | -- | -- | - | - | - | - | --------- | ------ |
| Број домаћинстава | 10 | 24 | 19 | 19 | 18 | 4 | 1 | 0 | 0 | 0         | 3,28   |

| Пол    | Укупно | Неожењен/Неудата | Ожењен/Удата | Удовац/Удовица | Разведен/Разведена | Непознато |
| ------ | ------ | ---------------- | ------------ | -------------- | ------------------ | --------- |
| Мушки  | 146    | 44               | 88           | 11             | 3                  | 0         |
| Женски | 131    | 25               | 88           | 17             | 0                  | 1         |
| УКУПНО | 277    | 69               | 176          | 28             | 3                  | 1         |

| Пол    | Укупно                    | Пољопривреда, лов и шумарство | Рибарство                            | Вађење руде и камена | Прерађивачка индустрија       |
| ------ | ------------------------- | ----------------------------- | ------------------------------------ | -------------------- | ----------------------------- |
| Мушки  | 72                        | 28                            | 0                                    | 0                    | 25                            |
| Женски | 26                        | 21                            | 0                                    | 0                    | 1                             |
| УКУПНО | 98                        | 49                            | 0                                    | 0                    | 26                            |
| Пол    | Производња и снабдевање   | Грађевинарство                | Трговина                             | Хотели и ресторани   | Саобраћај, складиштење и везе |
| Мушки  | 1                         | 5                             | 5                                    | 1                    | 0                             |
| Женски | 0                         | 0                             | 0                                    | 0                    | 0                             |
| УКУПНО | 1                         | 5                             | 5                                    | 1                    | 0                             |
| Пол    | Финансијско посредовање   | Некретнине                    | Државна управа и одбрана             | Образовање           | Здравствени и социјални рад   |
| Мушки  | 0                         | 0                             | 1                                    | 0                    | 1                             |
| Женски | 0                         | 1                             | 0                                    | 2                    | 1                             |
| УКУПНО | 0                         | 1                             | 1                                    | 2                    | 2                             |
| Пол    | Остале услужне активности | Приватна домаћинства          | Екстериторијалне организације и тела | Непознато            | Непознато                     |
| Мушки  | 3                         | 0                             | 0                                    | 2                    | 2                             |
| Женски | 0                         | 0                             | 0                                    | 0                    | 0                             |
| УКУПНО | 3                         | 0                             | 0                                    | 2                    | 2                             |